# Maartensdijk
Maartensdijk è una località e un'ex-municipalità dei Paesi Bassi situata nella provincia di Utrecht. Soppressa il 1º gennaio 2001, il suo territorio, è stato incorporato in quello della municipalità di De Bilt.